# Daniel Oberkofler
Daniel Oberkofler (* 16. Juli 1988 in Graz) ist ein ehemaliger österreichischer Eishockeyspieler. Er spielte zuletzt bis 2023 bei den Graz 99ers in der Österreichischen Eishockey-Liga. 

## Karriere
Mit 15 Jahren spielte Daniel Oberkofler bereits für die EC Graz 99ers in der U20-Bundesliga. Er lief vier Saisonen lang für den Grazer Verein über das Eis, wo er 2005 seinen ersten ÖEHL-Einsatz hatte. In diesem Jahr absolvierte er auch vier Partien auf Leihbasis für die Kapfenberg Bulls in der Nationalliga, die zweithöchste österreichische Liga. 2006 wechselte er zum EHC Linz, für den Oberkofler bis 2017 auflief. Im Februar 2008 wurde er – ebenso wie genau drei Jahre später – zum EBEL-YoungStar des Monats gewählt. Einer der Höhepunkte seiner bisweiligen Karriere war die Saison 2008/09, in der Daniel Oberkofler in 64 Spielen aufs Eis trat. In der Spielzeit 2011/12 errang er mit den Linzern seinen ersten Meistertitel.
Nach elf Jahren, 645 EBEL-Spielen sowie 77 Toren und 142 Assists in Linz entschied sich Oberkofler 2017 für einen Abschied vom EHC und kehrte zu den Graz 99ers zurück.

### International
Oberkofler spielte für Österreich im Juniorenbereich bei der U18-Weltmeisterschaft 2006 und den U20-Weltmeisterschaften 2007 und 2008 jeweils in der Division I.
In der Herren-Auswahl des Alpenlandes debütierte Oberkofler beim 3:2-Erfolg gegen Italien am 7. Februar 2008 im polnischen Sanok. Er nahm an den Weltmeisterschaften der Division I 2012, 2014 und 2016 sowie der Top-Division 2013 teil. Zudem vertrat er seine Farben beim Qualifikationsturnier für die Olympischen Winterspiele 2014 und den Winterspielen in Sotschi selbst.

### Inlinehockey
Neben seiner Eishockeykarriere spielt Oberkofler auch Inlinehockey. Er wurde bei den IIHF Inlinehockey-Weltmeisterschaften der Division I 2012 und 2014 jeweils in der Österreichischen Nationalmannschaft eingesetzt. 2012 war er hinter dem Slowaken Filip Novák zweitbester Torschütze des Turniers.

## Erfolge und Auszeichnungen
- 2008 EBEL-YoungStar des Monats Februar 2008
- 2011 EBEL-YoungStar des Monats Februar 2011
- 2012 Österreichischer Meister mit dem EHC Linz
- 2012 Aufstieg in die Top-Division bei der Weltmeisterschaft der Division I, Gruppe A
- 2014 Aufstieg in die Top-Division bei der Weltmeisterschaft der Division I, Gruppe A

## Karrierestatistik
(Legende zur Spielerstatistik: Sp oder GP = absolvierte Spiele; T oder G = erzielte Tore; V oder A = erzielte Assists; Pkt oder Pts = erzielte Scorerpunkte; SM oder PIM = erhaltene Strafminuten; +/− = Plus/Minus-Bilanz; PP = erzielte Überzahltore; SH = erzielte Unterzahltore; GW = erzielte Siegtore; 1 Play-downs/Relegation; Kursiv: Statistik nicht vollständig)